# Napoli eterna canzone
Napoli eterna canzone è un film del 1949 diretto da Silvio Siano, al suo esordio come regista.

## Trama
A Napoli, il giovane compositore Roberto lavora presso una casa di edizioni musicali. Il ragazzo è innamorato di Stella e vorrebbe sposarla, ma la madre della ragazza si oppone strenuamente, volendo trovare per la figlia un partito migliore, ovvero un barone che corteggia da tempo la ragazza senza successo.
Un amico della madre interviene a favore del giovane musicista e finalmente i due si fidanzano: ma il rivale, che tra l'altro è un impenitente giocatore e che vive ai margini della legge, inizia a far circolare pessime voci sulla reputazione della ragazza.
Roberto, disperato, scioglie il fidanzamento e lascia la ragazza. Parte quindi in tournée per accompagnare un famoso cantante in Sud America.
Stella si ammala per il dolore ed è ormai in fin la vita quando il barone, avvilito dai rimorsi della sua vita sregolata, ha un incidente stradale che lo riduce in gravissime condizioni, ma riesce a confessare comunque alla madre le sue colpe nei confronti della giovane.
La baronessa, appresa la verità dal figlio, telegrafa al musicista, che accorre al letto della fidanzata di un tempo, per vederla miracolosamente guarire. I due innamorati potranno così riprendere insieme le loro vite e finalmente sposarsi.

## Produzione
La pellicola è ascrivibile al filone dei melodrammi sentimentali, comunemente detto strappalacrime, allora molto in voga tra il pubblico italiano, poi ribattezzato dalla critica con il termine neorealismo d'appendice.

## Incassi
La pellicola incassò 36.250.000 lire dell'epoca.